# Едуардо Аролас
Едуа́рдо Аро́лас (ісп. Eduardo Arolas, Буенос-Айрес, 24 лютого 1892 — Париж, Французька республіка, 29 вересня 1924) — аргентинський бандонеоніст, диригент і композитор. Попри те, що помер у 32 роки, Аролас вважається одним із визначних авторів танго.

## Біографія
Едуардо Аролас народився в Буенос-Айресі 24 лютого 1892 року. Він почав вивчати музику в консерваторії маестро Хосе Бомбіга в 1911 році і за три роки вивчив теорію музики та гармонію. Того ж року він приєднався до гітариста Леопольдо Томпсона та скрипаля Едуардо Понціо, і вони виступали в різних кафе в Буенос-Айресі та Монтевідео. Незабаром він приєднався до тріо з піаністом Агустіном Барді та скрипалем Тіто Роккатальята, а в 1912 році створив квартет з останнім, а також флейтистом Хосе Грегоріо Астудільйо та Еміліо Фернандесом, який грав на гітарі з дев'яти струн.
У 1913 році Роберто Фірпо найняв його грати на бандонеоні зі своїм оркестром у знаменитому кабаре «Armenonville». У 1916 році він вирішив поїхати в Монтевідео, оскільки дружина зрадила його зі старшим братом. Він став алкоголіком і усамітнився в Парижі, де нарешті помер у муніципальній лікарні. Вулиця в Буенос-Айресі носить його ім'я.

## П'єси
- Alice (танго)
- Anatomía (танго)
- Cardos (танго)
- Colorao (танго)
- Comme il faut (танго)
- Derecho viejo (танго)
- El gitanillo (пасодобль)
- El Marne (танго)
- El rey de los bordoneos (танго)
- Fuegos artificiales (танго)
- La cabrera (танго)
- La guitarrita (танго)
- Lágrimas (танго)
- Maipo (танго)
- Moñito (Marrón Glacé) (танго)
- Notas del corazón (A mi madre) (вальс)
- Papas calientes (танго)
- Place Pigall (танго)
- Rawson (танго)
- Retintín (танго)
- Rocca (танго)
- Tupungato (танго)
- Una noche de garufa (танго)